# Andrin Gulich
Andrin Gulich (9 de março de 1999) é um remador suíço.

## Carreira
Andrin Gulich alcançou o oitavo lugar com os oito suíços no Campeonato Mundial Júnior de 2016. Um ano depois, no Campeonato Mundial Júnior de 2017, a equipe suíça de skiff duplo com Valentin Hühn, Dominic Condrau, Andrin Gulich e Linus Copes venceu. Em 2019, Gulich competiu no Campeonato Mundial Sub-23 e ficou em sétimo lugar no quatro sem.Após a pausa forçada devido à pandemia de COVID-19, Gulich participou no Campeonato da Europa em 2021 e alcançou o oitavo lugar nos quatro sem.
Nos Jogos Olímpicos de Verão de 2024, em Paris, conquistou a medalha de bronze na competição de dois sem masculino, ao lado de Roman Röösli com o tempo de 6:24.76.